# Pheidole pilifera
Pheidole pilifera (лат.) — вид муравьёв рода Pheidole из подсемейства Myrmicinae (Formicidae). Северная Америка (Мексика, США).

## Описание
Мелкие красновато-коричневатые муравьи. Рабочие 2,3—2,5 мм, самцы 4 мм, матки до 7 мм. Крупноголовые солдаты: относительно крупные, ширина их головы (HW) около 1,6 мм; задне-дорсальный профиль головы прямой или слегка вогнутый; мезонотальная выпуклость заметная и симметричная при виде сбоку; проподеальные шипы крепкие, длинные и почти вертикальны к базальной поверхности проподеума; петиолярный узел при виде сбоку сужается апикально до тупой точки; постпетиолярный узел сверху очень широкий относительно петиолярного узла и тупо спинообразный. Мелкие рабочие (миноры): глаза среднего размера; плечи переднеспинки в дорсально-косом виде субугловаты; вся голова за наличником и мезосома ямчатая и матовая. Голова солдат с выемкой на затылке. Заднегрудь с двумя проподеальными шипиками. Стебелёк между грудью и брюшком состоит из двух члеников: петиолюса и постпетиолюса (последний четко отделен от брюшка).
Колонии pilifera роют кратерные гнезда в открытой почве и собирают семена, которые хранят в гнездовых камерах. В Колорадо Грегг (Gregg, 1963) обнаружил этот вид (как subsp. coloradensis) в изобилии на высоте от 1500 до 2600 м, в широком диапазоне местообитаний, от короткотравных прерий, обочин дорог и травянистой полупустыни до смешанного леса каньонов и кустарника горного красного дерева. Половые особи присутствовали в гнезде с первой недели июня до последней недели июля. P. pilifera также известна в Колорадо как хозяин социального паразита Pheidole inquilina. В Неваде pilifera встречается на высотах от 900 до 2300 м, гнездится в пустыне и можжевелово-сосновых лесах, как под камнями, так и на открытой почве, где образует кратеры шириной 25—60 мм. На востоке США pilifera встречается в открытых, травянистых местообитаниях, особенно на песчаных почвах с небольшим содержанием глины. Реже встречается на чистом песке, например, в сосновых болотах. Брачные полеты происходят в начале-середине июля. Колонии моногинны, и только что спарившиеся королевы создают колонии поодиночке. Мелкие рабочие особи — «пугливые» фуражиры, но находят хорошие источники пищи. Крупные особи (солдаты) редко покидают гнездо, только когда их привлекают фуражиры. Их основная функция — блокировать проходы в гнездо, с чем они эффективно справляются.
Вид принадлежит к группе Pheidole pilifera, у которой обнаружена зависимость строения грибовидных тел мозга от касты. Как и многие другие виды рода Pheidole, муравьи диморфны; колонии содержат две касты рабочих, «мелких» и гораздо более крупных «крупных» рабочих-солдат. Субрегионы мозга, участвующие в сенсорном входе (зрительные и антеннальные доли), сенсорной интеграции, обучении и памяти (грибовидные тела) и моторных функциях (центральное тело и субэзофагеальный ганглий), значительно различаются по относительному размеру, что отражает дифференциальные инвестиции в нейропили, которые, вероятно, регулируют выполнение задач, зависящих от субкасты и возраста. Рабочие группы различаются по размеру мозга и демонстрируют паттерны измененного изометрического и аллометрического масштабирования субрегионов, которые влияют на архитектуру мозга независимо от вариаций размера мозга. В частности, размер тела грибовидных тел положительно коррелировал с пластичностью выполнения задач в контексте как возрастного, так и субкастового полиэтизма, обеспечивая сильную, новую поддержку того, что большие инвестиции в этот нейропиль увеличивают поведенческую гибкость.

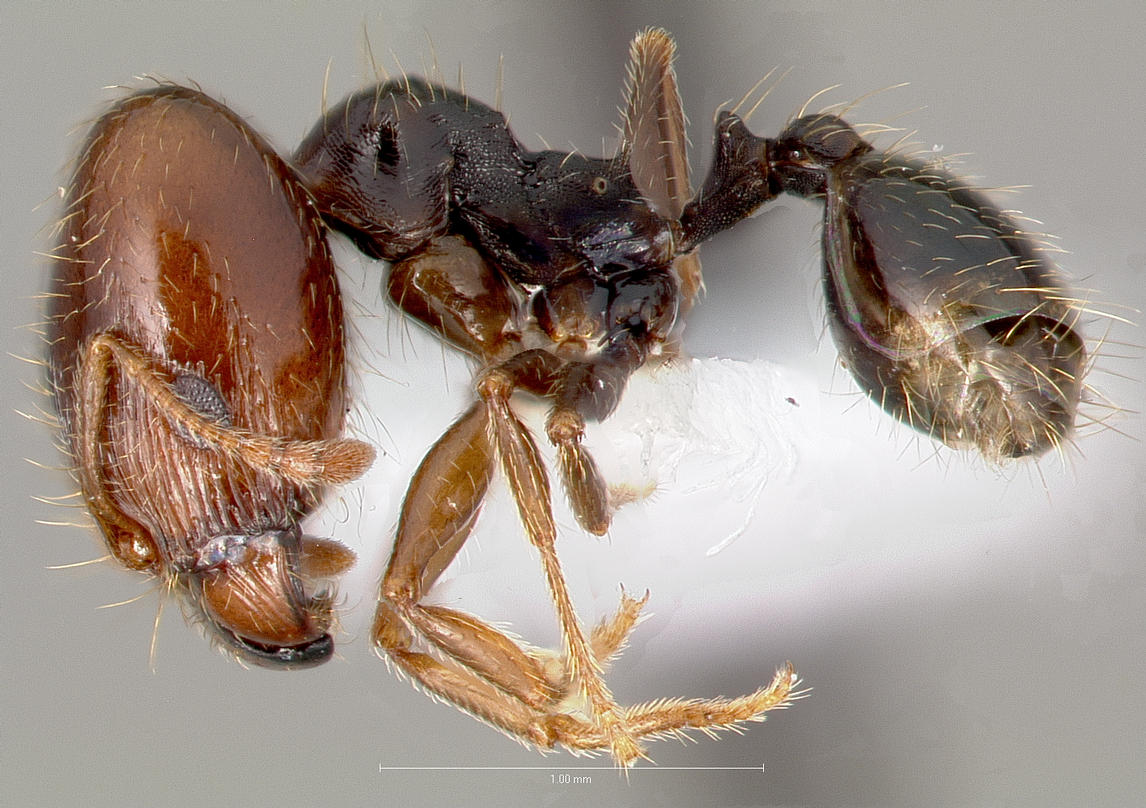
Pheidole xerophila, солдат
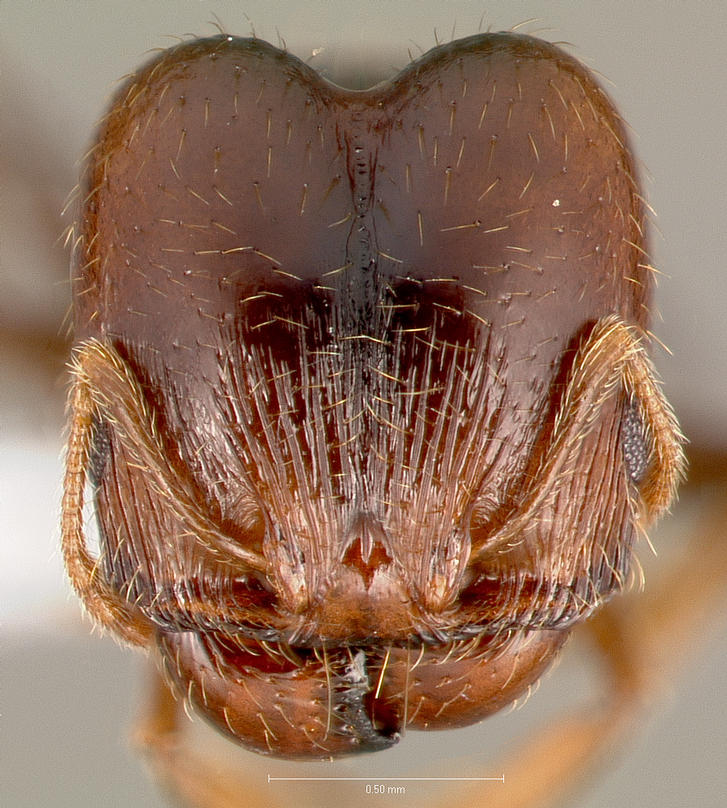
Голова солдата
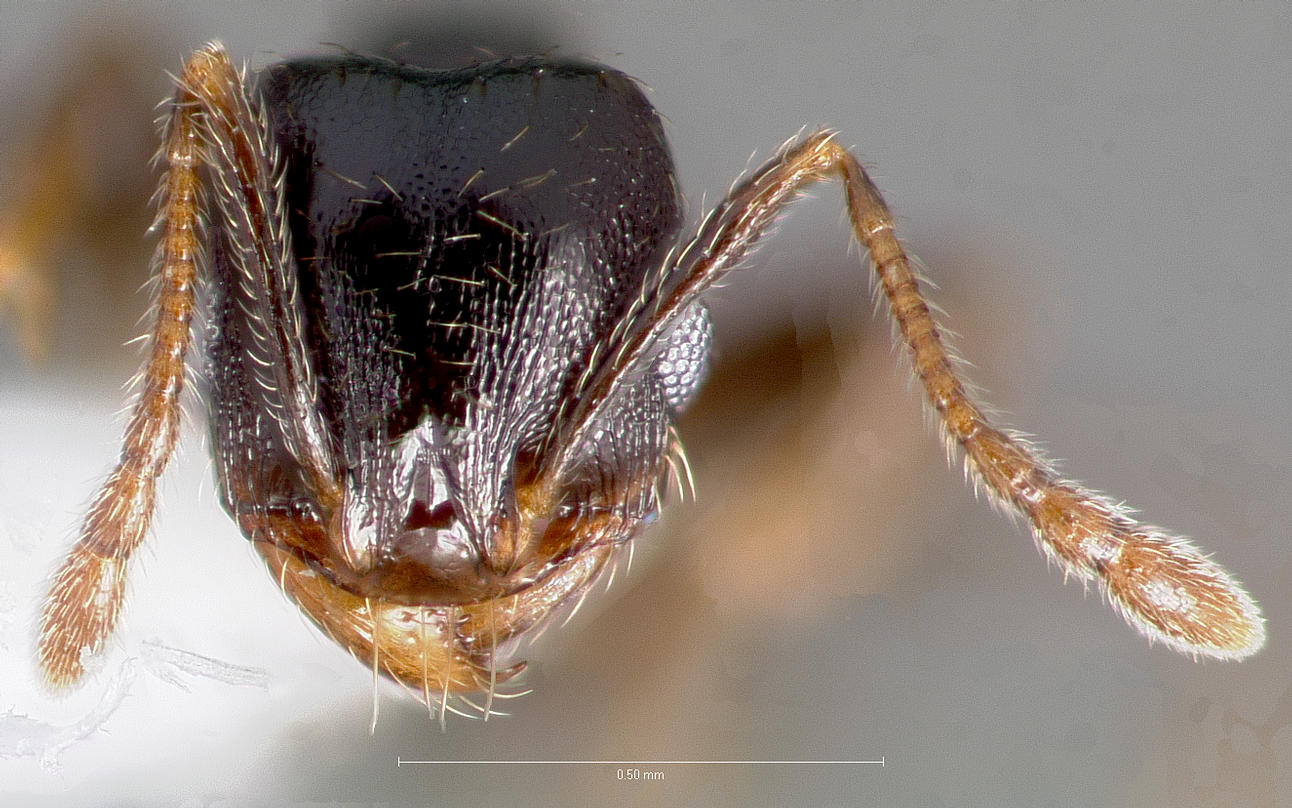
Голова рабочего
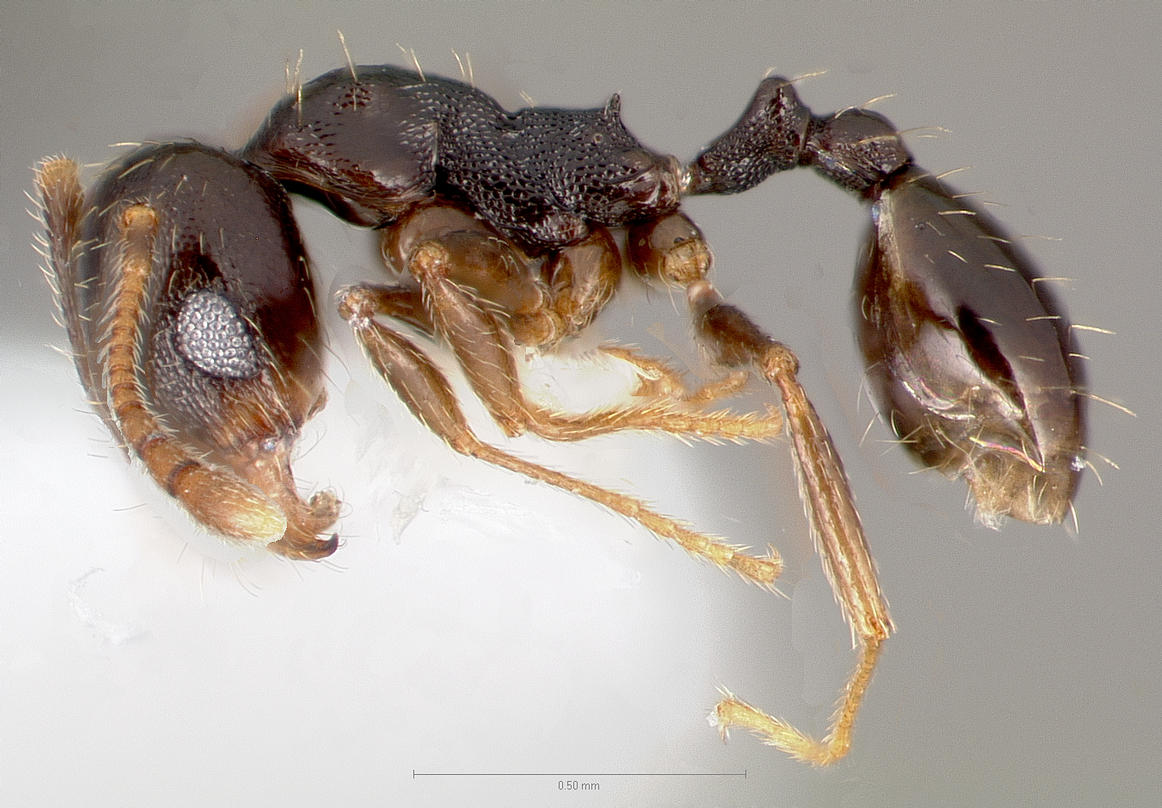
Рабочий в профиль

## Систематика
Вид был описан в 1863 году немецким энтомологом и поэтом Юлиусом Рогером. Но при этом солдат был им описан под названием Leptothorax pilifer Roger, 1863 (стр.180—181), а рабочий муравей как Pheidole pennsylvanica Roger, 1863 (стр.199). Самки и самцы были описаны в 1886 году австрийским мирмекологом Густавом Майром (Mayr, 1886d: 456—458). С 1895 года итальянский мирмеколог Карл Эмери определил вид в составе рода Pheidole под современным названием Pheidole pilifera. Личинок описали в 1953 году. Pheidole pilifera включен в состав видовой группы pilifera, где сходен с видом Pheidole carrolli. Член крупного номинативного комплекса «pilifera» из группы pilifera, включающей виды Pheidole calens, Pheidole californica, Pheidole carrolli, Pheidole cavigenis, Pheidole clementensis, Pheidole creightoni, Pheidole hoplitica, Pheidole littoralis, Pheidole micula, Pheidole pilifera, Pheidole polymorpha, Pheidole rugulosa, Pheidole senex, Pheidole soritis, Pheidole tepicana и Pheidole torosa, комплекс которых характеризуется следующими признаками. Солдаты: спинная поверхность головы интенсивно скульптурирована; затылочная доля горизонтально шершавая (или, у carrolli гладкая, у littoralis ямочная, а у micula и soritis килеватая); постпетиоль сверху ромбовидный, трапециевидный или спинообразный. Мелкие рабочие (миноры): глаз от среднего до крупного размера.